# Johan August Zetterberg
Johan August ”Janne” Zetterberg (även kallad Lidingökungen), född 24 oktober 1810 i Maria Magdalena församling i Stockholm, död 4 april 1878 på Hersby gård på Lidingö, var en svensk riksdagsman, fastighetsägare och godsägare.

## Biografi

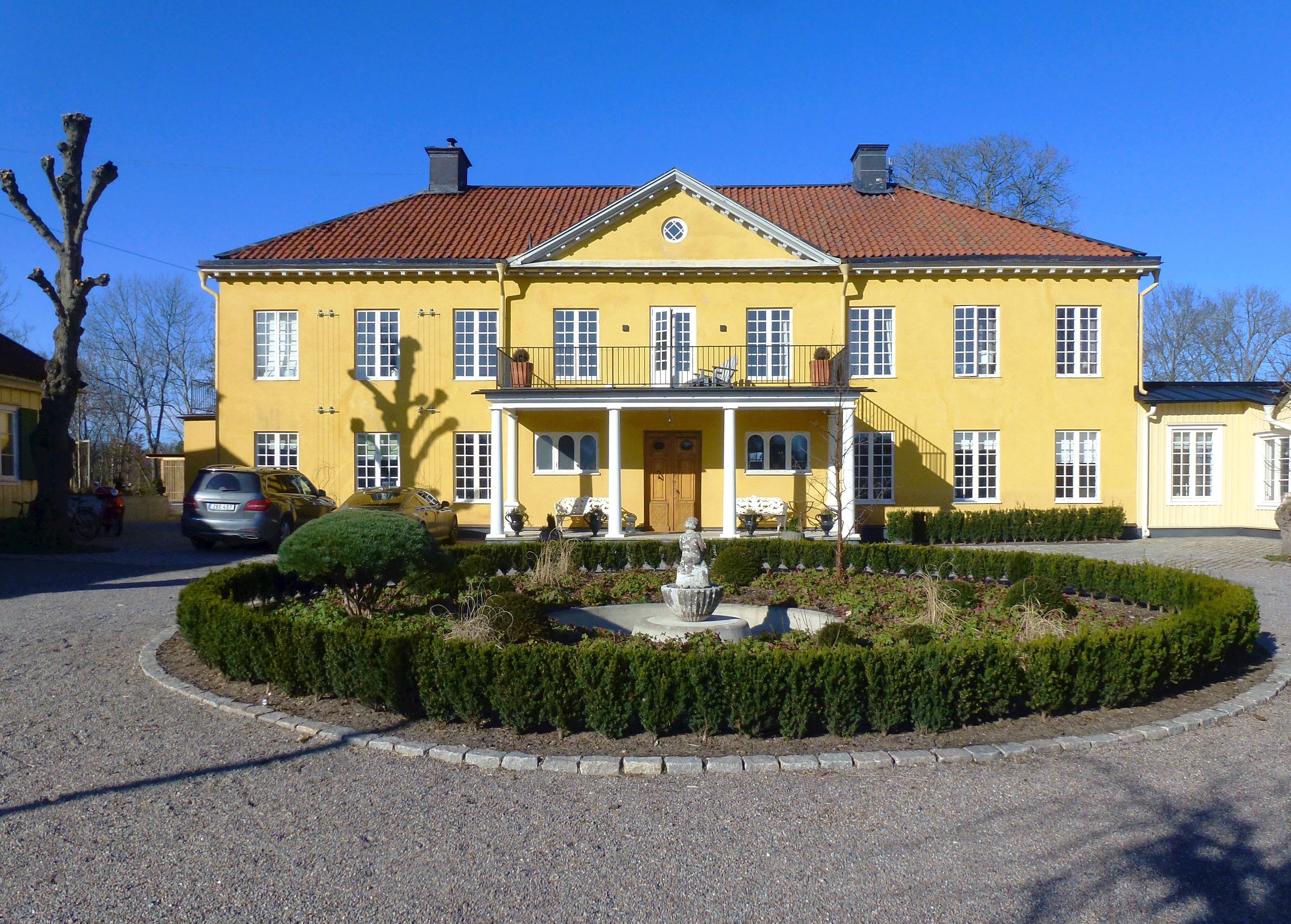
Hersby gård.

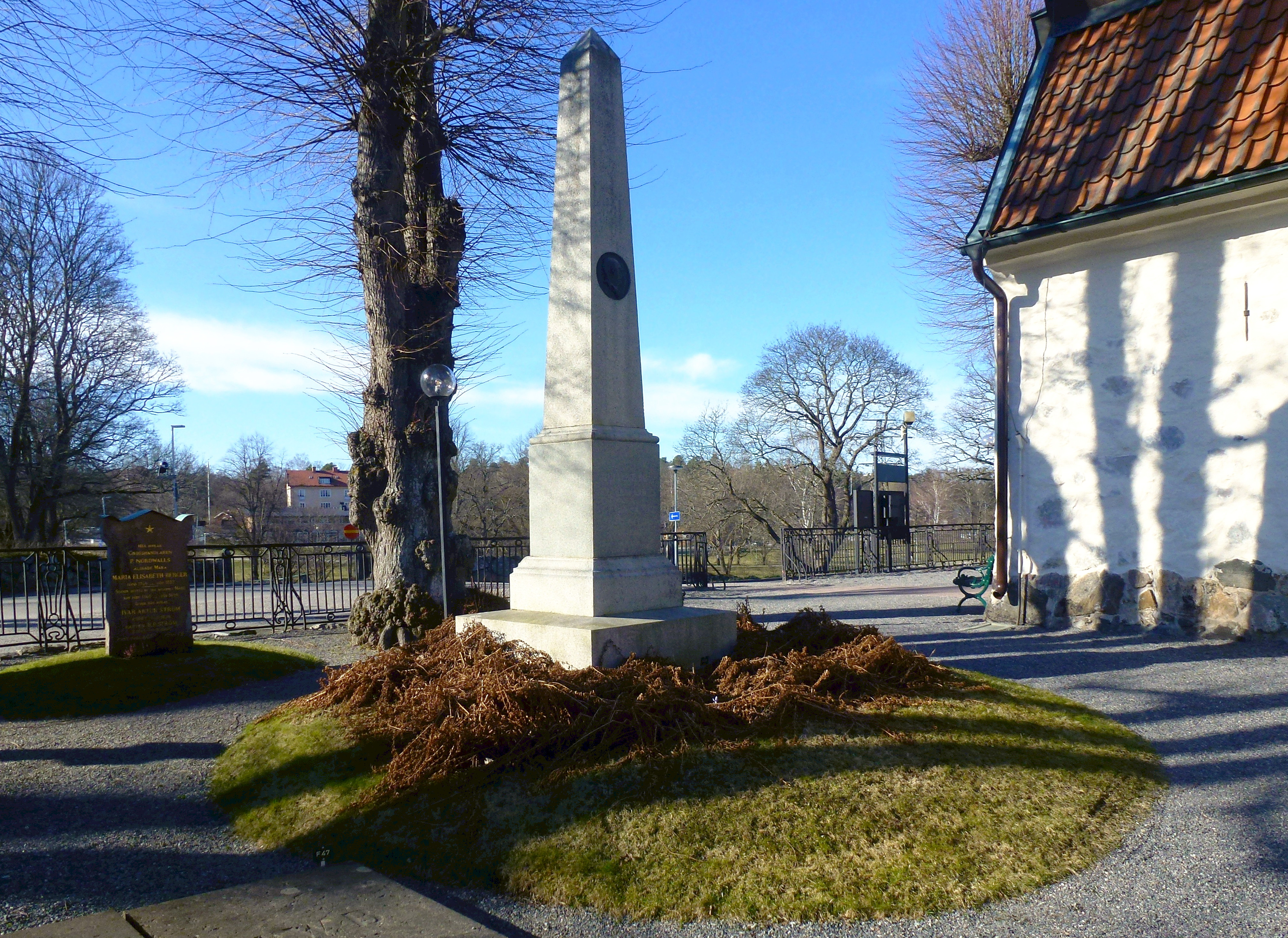
Familjegraven.

Zetterberg var son till lärftskramhandlare Lars Erik Enblom och dennes hustru Maria Margareta Lindström. Fadern avled dock dagen före yngste sonens födelse och namnet Zetterberg fick han av styvfadern, patronen på Sticklinge gård, Berentz Zetterberg, med vilken hans mor gifte om sig den 15 september 1816. Zetterberg läste vid Uppsala universitet 1825–1829 och kom därefter åt jordbruk och olika affärsverksamheter. 1832 förvärvade han gården Ekholmsnäs på Lidingö. Dit flyttade han nygift med hustrun Maria Kristina Lindbom, dotter till Karl Petter Lindbom, krögare på bland annat Lidingöbro värdshus.

### Fastighetsägare
År 1837 föddes sonen Harald Zetterberg och 1838 inköptes gården Långängen. Efter svärfaderns död övertog han dennes egendomar och 1852 flyttade familjen Zetterberg till Hersby gård som kom att bli deras framtida hem. Efter modern ärvde han Sticklinge gård år 1858. Därefter började han kallas ”Lidingökungen” av sina vänner. Utöver sina omfattande egendomar ägde han även flera hus i Stockholm. Han var en omtyckt sällskapsmänniska och kulturellt intresserad. I hans hem på Lidingö samlades ofta riksdagskamrater, litteratörer och artister, bland dem Lars Johan Hierta, August Blanche och Oscar Montelius. Han lät bygga en liten teaterlokal på gården Hersby, där barnen Harald och tre döttar samt barnens vänkrets spelade upp egna pjäser.

### Politisk karriär
Zetterberg satt i liberala bondeståndet vid flera riksdagar som fullmäktig för Stockholms län, 1840–1841, 1844–1845 och 1850–1851 (då även som vice talman) samt var riksgäldsfullmäktig. Han var även nära vän till politikern Hans Jansson i Bräcketorp. Han fann sin sista vila i familjegraven på Lidingö kyrkogård. Gravvården finns direkt söder om Lidingö kyrkas entré och är formgiven som en obelisk. Zetterbergsvägen på Lidingö är uppkallad efter honom.